# 列舍特尼科沃 (莫斯科州)
列舍特尼科沃（羅馬化：Reshetnikovo）是俄罗斯莫斯科州的市级镇，属州辖市克林市（城市区），地处莫斯科州西北部，在区行政中心克林及州府莫斯科西北方，靠近莫斯科州与特维尔州的州界。M11公路（涅瓦公路）从镇西部经过。镇内设有同名铁路车站。
该地2021年人口有3,446人；2010年人口3,118；2002年人口3,219；1989年人口4,151。